# Unterhausen (Weilheim in Oberbayern)
Unterhausen ist eine ehemalige Gemeinde und heute ein Gemeindeteil der Kreisstadt Weilheim in Oberbayern des Landkreises Weilheim-Schongau. Das Pfarrdorf liegt knapp 2,5 Kilometer nordnordöstlich der Weilheimer Altstadt und knapp 1,5 Kilometer südlich von Wielenbach.

## Geographie
Unterhausen liegt am nordwestlichen Ende des Eberfinger Drumlinfeldes zwischen der Ammer im Westen und der Bundesstraße 2 im Osten.

## Geschichte
Die älteste bekannte Erwähnung Unterhausens stammt aus dem Jahr 1150, als „Wolf von Hausen [Hausen = Unterhausen], Berthold von Hausen und Leutold [Luitold] von Hausen als Lehens- und Dienstmannen der Grafen von Andechs“ genannt werden. Das Präfix „Unter-“ zum älteren Bestandteil „Hausen“ des Ortsnamens ergab sich erst später zur Abgrenzung von Oberhausen aus Sicht der Stadt Weilheim.
Zwischen 1350 und 1400 wurde in Unterhausen die Kirche zu Unserer Lieben Frau erbaut. Durch das Engagement der Edlen von Schondorf erhielt das Dorf einen eigenen Pfarrer.
Während des Dreißigjährigen Krieges starben zwischen 1632 und 1634 insgesamt 38 Unterhauser an der Pest.
Mit dem Ersten Gemeindeedikt entstand 1808 die politische Gemeinde, zu der neben dem Pfarrdorf selbst auch die Einöde Dietlhofen gehörte. Die Gemeinde gehörte zum Landgericht Weilheim.
In den 1960er- und 1970er-Jahren wurde die Infrastruktur der Gemeinde erneuert: es entstanden das Gemeindehaus (1966), ein neues Feuerwehrhaus (1968) und der Kindergarten (1974). Außerdem gründeten 24 Unterhauser 1966 den Sportverein Unterhausen. Im Jahr 1988 wurde das Vereinsheim eingeweiht.
Im Zuge der Gebietsreform wurde am 1. Januar 1978 die gesamte Gemeinde nach Weilheim eingemeindet.

### Einwohnerentwicklung
|      | Dorf      | Dorf                              | Gemeinde  | Gemeinde                          |
| Jahr | Einwohner | Gebäude (ab 1885 nur Wohngebäude) | Einwohner | Gebäude (ab 1885 nur Wohngebäude) |
| ---- | --------- | --------------------------------- | --------- | --------------------------------- |
| 1825 | 112       | 22                                |           |                                   |
| 1864 | 108       | 43, 1 Kirche                      | 120       | 45                                |
| 1871 | 147       | 49                                | 153       | 51                                |
| 1885 | 168       | 32                                | 181       | 34                                |
| 1900 | 156       | 31                                | 165       | 33                                |
| 1925 | 216       | 36                                | 233       | 38                                |
| 1950 | 368       | 57                                | 400       | 59                                |
| 1970 | 576       |                                   | 593       |                                   |
| 1987 | 736       | 191                               | 744 1     | 193 1                             |
| 2000 | 947       |                                   |           |                                   |
| 2010 | 1003      |                                   |           |                                   |
| 2017 | 1090      |                                   |           |                                   |
| 2018 | 1096      |                                   |           |                                   |
| 2019 | 1026      |                                   |           |                                   |
| 2020 | 1067      |                                   |           |                                   |
| 2021 | 1061      |                                   |           |                                   |
| 2022 | 1093      |                                   |           |                                   |

## Religion
Die römisch-katholische Pfarrei Mariä Heimsuchung gelangte in den 2010er-Jahren zur Pfarreiengemeinschaft Weilheim. Die Pfarrkirche war lange Zeit ein Wallfahrtsort.
1871 waren 99,3 % der Einwohner der Gemeinde römisch-katholisch, der Rest protestantisch. Daran änderte sich bis mindestens 1925 wenig (1885: 95,0 %; 1900: 93,9 %; 1925: 97,4 %).

## Wirtschaft und Infrastruktur

### Bildung
Unterhausen gehört zum Schulsprengel Wielenbach.

### Verkehr
An Unterhausen vorbei verläuft in Nord-Süd-Richtung die Bundesstraße 2.
Unterhausen ist durch drei Bushaltestellen (Martin-Raith-Str., Dorfstraße, Ringstraße) an das Netz des Regionalverkehrs Oberbayern angeschlossen. Es halten die Linien 9600 (Weilheim–Wielenbach–Wilzhofen–Tutzing), 9650 (Weilheim–Raisting–Dießen und zurück) und 9653 (Weilheim–Wielenbach–Wilzhofen–Pähl–Herrsching).